# Harpactira hamiltoni
Harpactira hamiltoni är en spindelart som beskrevs av Pocock 1902. Harpactira hamiltoni ingår i släktet Harpactira och familjen fågelspindlar. Inga underarter finns listade i Catalogue of Life.